# 絲鰭美尾䲗
丝鳍美尾䲗（学名：Calliurichthys doryssus）为䲗科美尾䲗属的鱼类，俗名丝背美尾䲗、乌燕、箭头鱼、枪棘鼠衔鱼。分布于印度至日本以及中国南海、台湾海峡、东海、黄海南部等海域，属于近海暖温性底层鱼类。其主要生活于水深5-50米处。该物种的模式产地在日本長崎、Wakanoura和Aomori。